# Mycodiella
Mycodiella is een geslacht van schimmels dat behoort tot de orde Xylariales. De familie is nog niet zeker (Incertae sedis). De typesoort is Mycodiella eucalypti.

## Soorten
Volgens Index Fungorum telt het geslacht drie soorten (peildatum maart 2023):
| Soortnaam                       | Auteur(s)                          | Publicatiejaar |
| ------------------------------- | ---------------------------------- | -------------- |
| Mycodiella eucalypti            | Crous                              | 2016           |
| Mycodiella laricis-leptolepidis | (Kaz. Itô, K. Satô & N. Ota) Crous | 2016           |
| Mycodiella sumatrensis          | (Crous & M.J. Wingf.) Crous        | 2016           |